# Jens Fink-Jensen
Jens Fink-Jensen (Kopenhagen, 19. prosinca 1956.), danski autor, pjesnik, fotograf i skladatelj

## Životopis
Jens Fink-Jensen debitirao je kao autor 4. lipnja 1975., kad je objavio kratku priču Juni 1995 u danskim novinama "Information", te kao pjesnik, godinu dana kasnije, kad su objavljene četiri njegove pjesme u danskom časopisu "Hvedekorn". Prva zbirka njegovih pjesama, Verden i et øje (Svijet u oku) je izdana 1981. Prva prozna knjiga, zbirka kratkih priča Bæsterne (Zvijeri) izdana je 1986., te prva dječja knjiga 1994. Jonas og konkylien (Jonas i školjka).
Jens Fink-Jensen je završio srednju jezičnu školu 1976. godine. Nakon toga je ušao u vojsku i tamo se obrazovao kao narednik u Kraljevskoj Straži. Svoje formalno obrazovanje je završio s diplomom arhitekture iz Kraljevske Danske Likovne Akademie 1986., te kao multimedijski dizajner iz iste akademije 1997.
Kao član kruga kopenhagenskih pjesnika osamdesetih, čiji glavni lik je bio Hvedekorn-urednik Poul Borum, Jens Fink-Jensen je organizirao manifestaciju NÅ!80 u Kopenhagenu zajedno s kolegom i slavnim pjesnikom Michael Strunge.

## Performanse
Jens Fink-Jensen izvodi multimedijalne performanse čitanjem pjesama, dijaprojekcijama s vlastitom elektronskom glazbom na festivalima, u srednjim školama itd. zajedno s muzičarima Jens Severin i Fredrik Mellqvist.

## Izložbe
Jens Fink-Jensen je autor foto izložbe Sydens Skibe (Brodovi juga) i Beijing Ansigt (Lice Pekinga), izložbe fotografija i pjesama OrdBilleder (Govorne slike) te audio-vizualnog showa Øje på verden – om bøgernes råstof (Oko na svijet – o sirovini knjiga).

## Izdane knjige
- Verden i et øje, (Svijet u oku) poezija, 1981.
- Sorgrejser, (Putovanja tuga) poezija, 1982.
- Dans under galgen, (Ples pod vješalima) poezija, 1983.
- Bæsterne, (Zvijeri) kratke priče, 1986.
- Nær afstanden, (Blizu udaljenosti) poezija, 1988. (izdana na arapskom 1999)
- Jonas og konkylien, (Jonas i školjka) dječja knjiga, 1994. (ilustracije: Mads Stage)
- Forvandlingshavet, (More metamorfosa) poezija, 1995.
- Jonas og himmelteltet, (Jonas i šator neba) dječja knjiga, 1998. (ilustracije: Mads Stage)
- Alt er en åbning, (Sve je mogući otvor) poezija, 2002.
- Syd for mit hjerte. 100 udvalgte kærlighedsdigte, (Južno od mog srca) poezija, 2005.

## Vanjske poveznice
- Jens Fink-Jensen Online